# Librantowa
Librantowa [libranˈtɔva] je vesnice ve správním obvodu Chełmiec, v okrese Nowy Sącz v jižním Polsku. Leží přibližně 8 km severovýchodně od obce Chełmiec, 7 km severovýchodně od obce Nowy Sącz a 74 km jihovýchodně od krajského města Krakova. 
V obci žije přibližně 1 400 obyvatel.
V červnu 2021, při tornádu na Hodonínsku a Břeclavsku, byla vesnice zasažena tornádem o síle F2 na Fujitově stupnici.